# Điều dưỡng cấp cứu

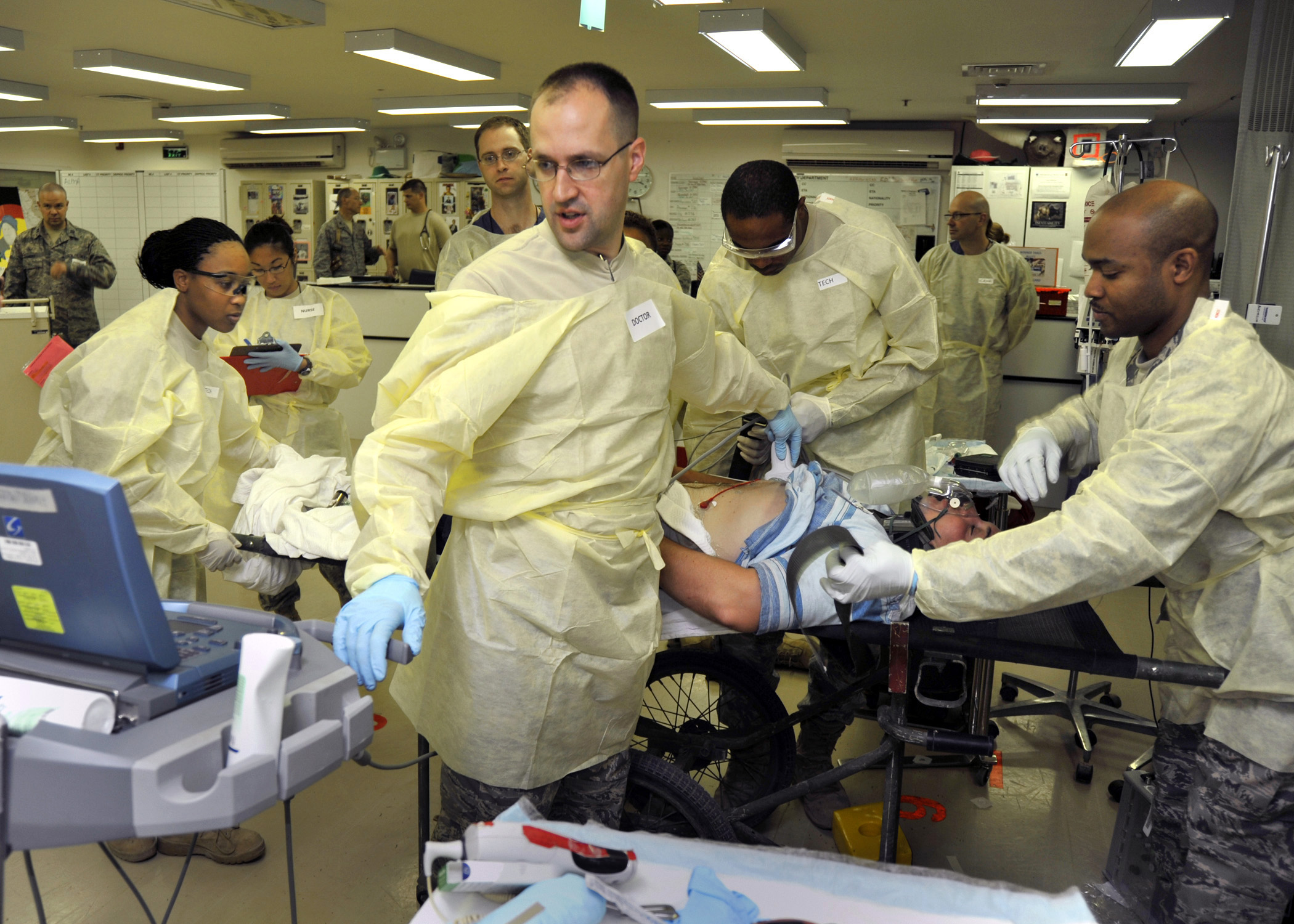
Các y tá và bác sĩ cấp cứu chăm sóc cho một bệnh nhân chấn thương.

Điều dưỡng cấp cứu  là một chuyên ngành trong lĩnh vực điều dưỡng chuyên nghiệp tập trung vào chăm sóc bệnh nhân cần được chăm sóc y tế kịp thời để tránh tàn tật dài hạn hoặc tử vong. Ngoài việc giải quyết "các trường hợp khẩn cấp thực sự", các y tá cấp cứu này ngày càng chăm sóc cho những người không muốn hoặc không thể nhận chăm sóc y tế chính ở nơi khác và đến các khoa cấp cứu để được giúp đỡ. Trên thực tế, chỉ có một tỷ lệ nhỏ bệnh nhân của khoa cấp cứu (Emergency Department - ED) có các tình trạng khẩn cấp như đột quỵ, đau tim hoặc chấn thương lớn. Y tá cấp cứu cũng thường xử lý các bệnh nhân bị ngộ độc rượu cấp tính và/hoặc thuốc nhiễm độc, các vấn đề tâm thần và hành vi và những người bị hãm hiếp.
Các y tá cấp cứu thường được tuyển dụng trong các khoa cấp cứu của bệnh viện, mặc dù họ cũng có thể làm việc trong các trung tâm chăm sóc khẩn cấp, các đấu trường thể thao và trên máy bay vận tải y tế và xe cứu thương mặt đất.

## Lịch sử
Khoảng những năm 1800, các bệnh viện trở nên phổ biến hơn và có sự phát triển trong chăm sóc khẩn cấp. Sự phát triển đầu tiên của một phòng cấp cứu ban đầu được gọi là "Phòng sơ cứu". Ban đầu, các y tá chỉ bông băng cho vết thương, bôi thuốc mỡ mắt, điều trị bỏng nhẹ bằng muối và băng gạc, và tham dự những bệnh nhân mắc bệnh nhẹ như cảm lạnh và viêm họng. Quy tắc ngón tay cái được đưa vào thực tiễn lần đầu tiên nhưng có nhiều trường hợp một số người cần được chăm sóc khẩn cấp hơn những người khác và khi tình hình trở nên khó chịu hơn, một trong những phát triển y học lớn nhất đã xuất hiện: phân loại bệnh nhân.
Trong nhiều thế kỷ, việc phân loại bệnh nhân đã được sử dụng trong chiến tranh nhưng chưa được thành lập trong khoa cấp cứu. Lần đầu tiên được đề cập đến trong một tình huống không phải là thảm họa là tại Bệnh viện Yale New Haven, Connecticut, Hoa Kỳ vào năm 1963, và kể từ đó đã trở nên phát triển và được xác định rõ hơn.